# Lincoln Motor Company

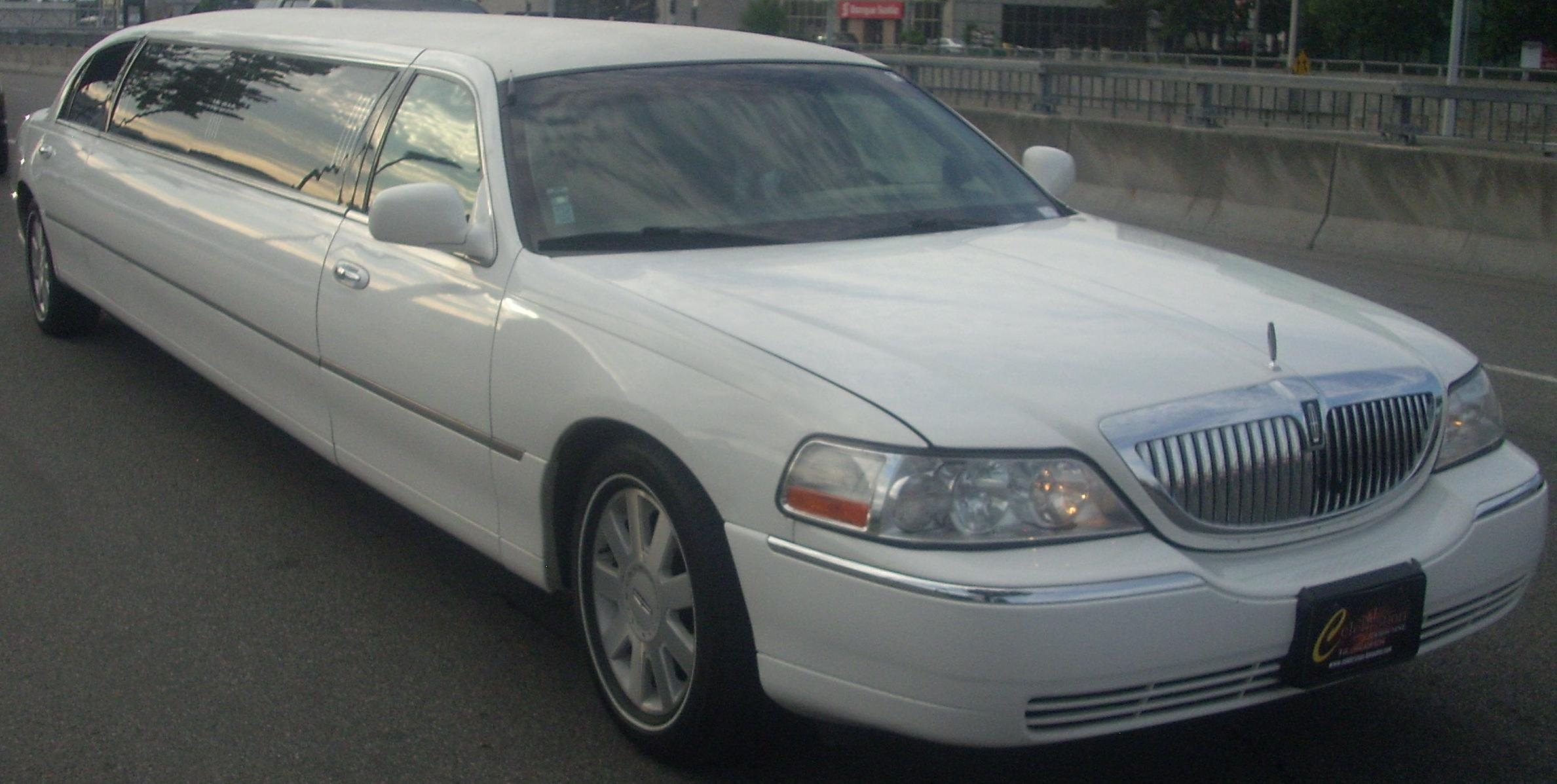
Lincoln Town Car versão limusine.

Lincoln Motor Company, ou apenas Lincoln, é uma marca de automóveis de luxo da Ford Motor Company. Tem como maior rival nos Estados Unidos a Cadillac, divisão de luxo da General Motors. A Lincoln é a fabricante das famosas limusines americanas.
A Lincoln Motor Company foi fundada em 1917 por Henry M. Leland, batizada com o nome de Abraham Lincoln. Em fevereiro de 1922 a empresa foi adquirida pela Ford sua controladora até hoje. Após a Segunda Guerra Mundial de gama média Mercury, a Ford formou a Divisão Lincoln-Mercury, combinando Lincoln com sua marca; o emparelhamento durou até o fechamento da Mercury em 2010.
No final de 2012, Lincoln voltou ao nome original, Lincoln Motor Company. Após a alienação do Premier Automotive Group (Jaguar, Land Rover, Aston Martin e Volvo) e o fechamento da Mercury, Lincoln continua sendo a única marca de luxo da Ford Motor Company.

## Modelos
- Lincoln Mark LT
- Lincoln MKS
- Lincoln MKX
- Lincoln MKZ
- Lincoln Navigator
- Lincoln Town Car
- Lincoln Zephyr/MKZ

## Galeria

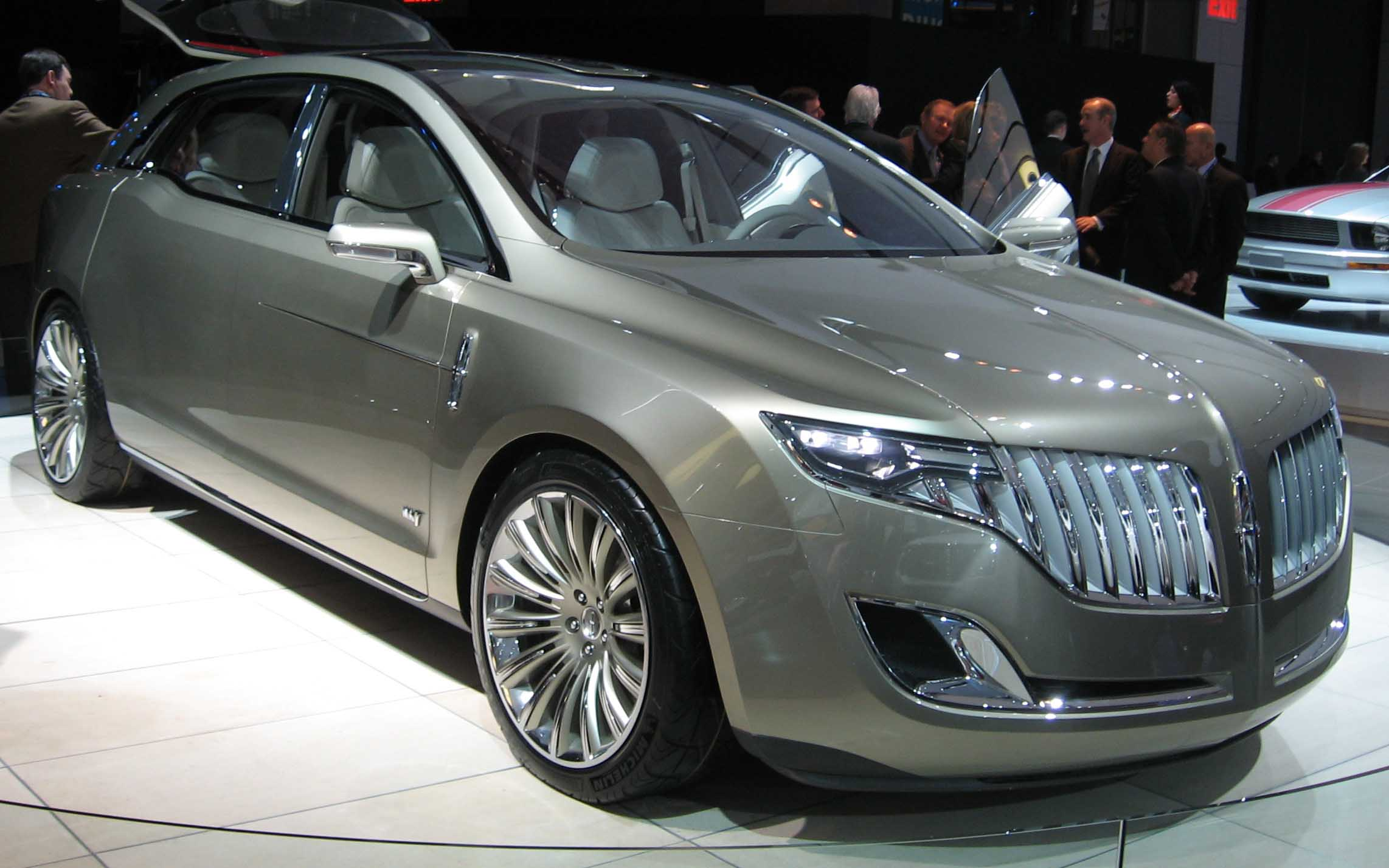
Carro Conceito Lincoln.
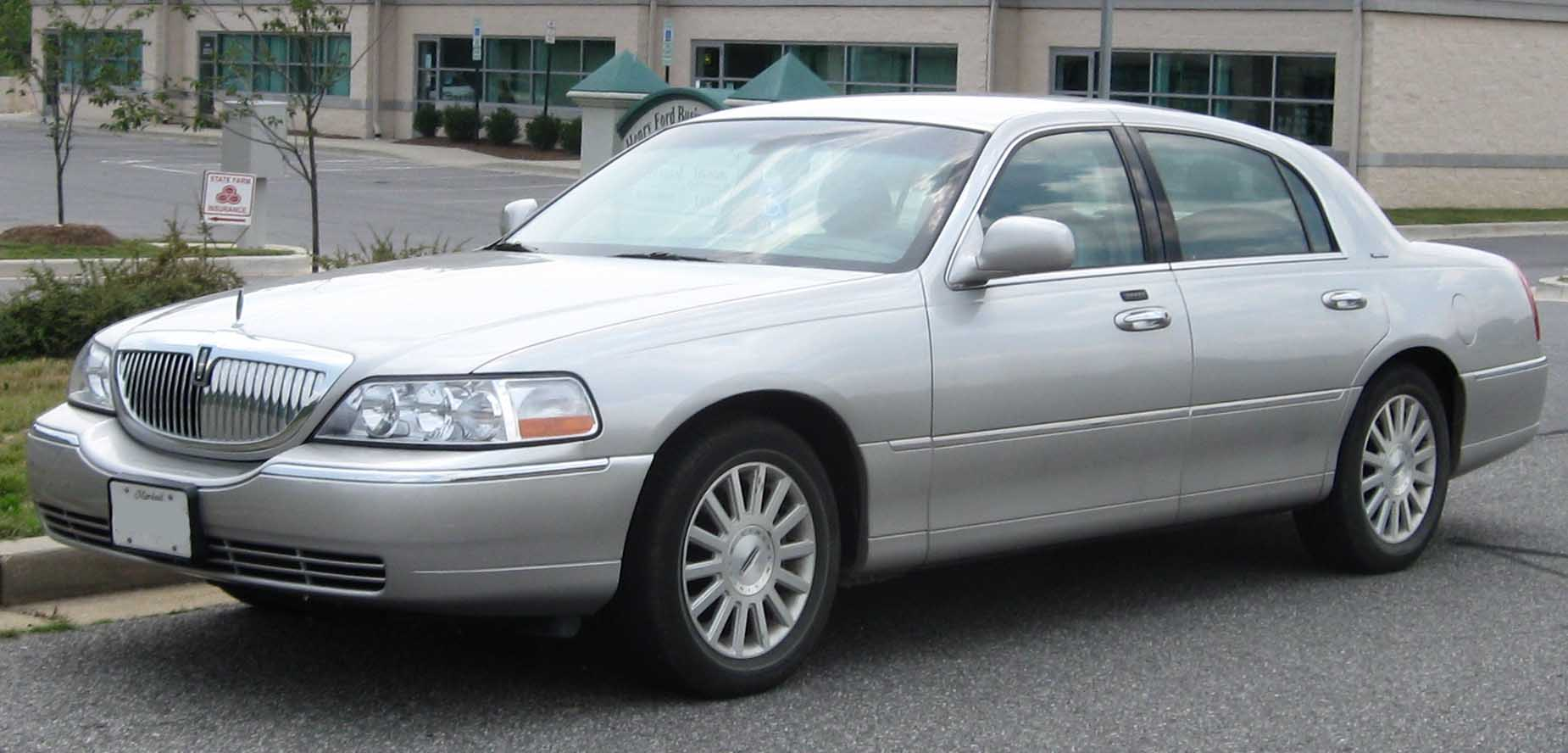
Town Car.
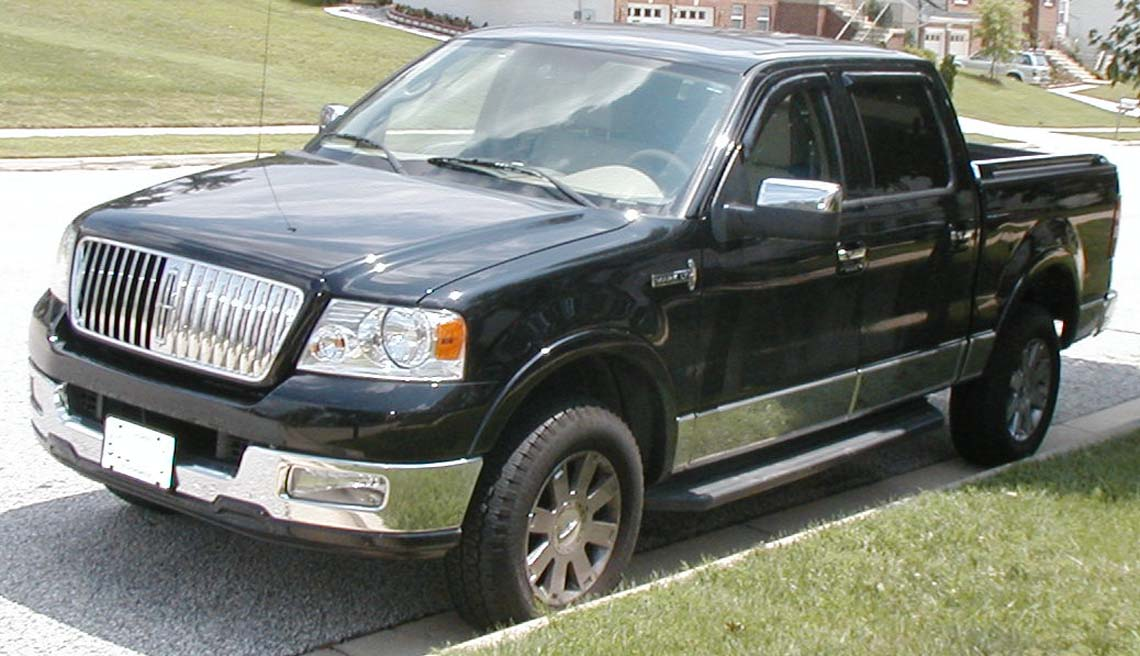
Mark LT.
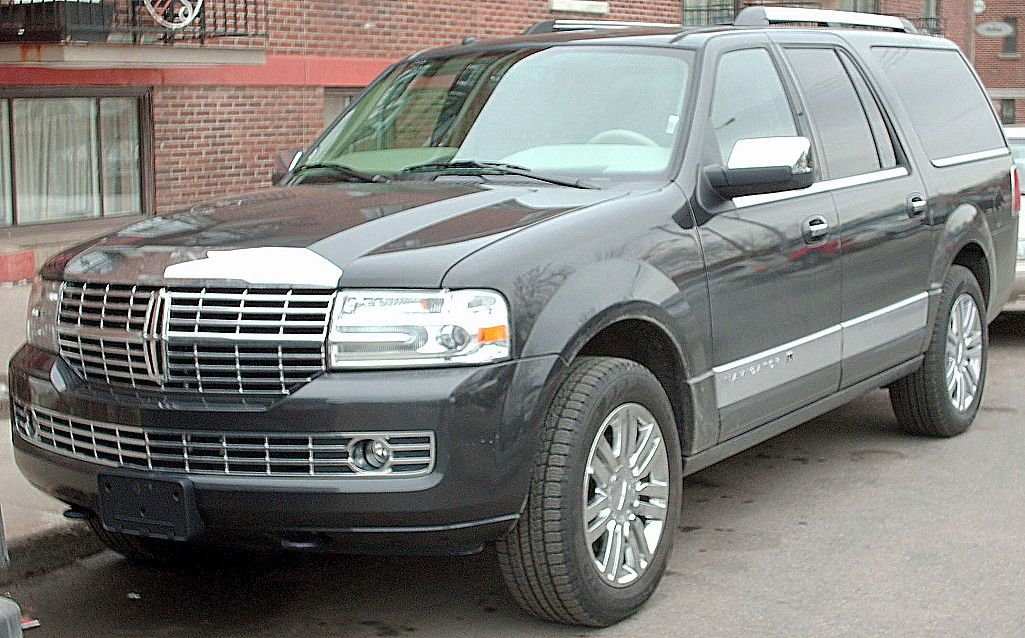
Lincoln Navigator.
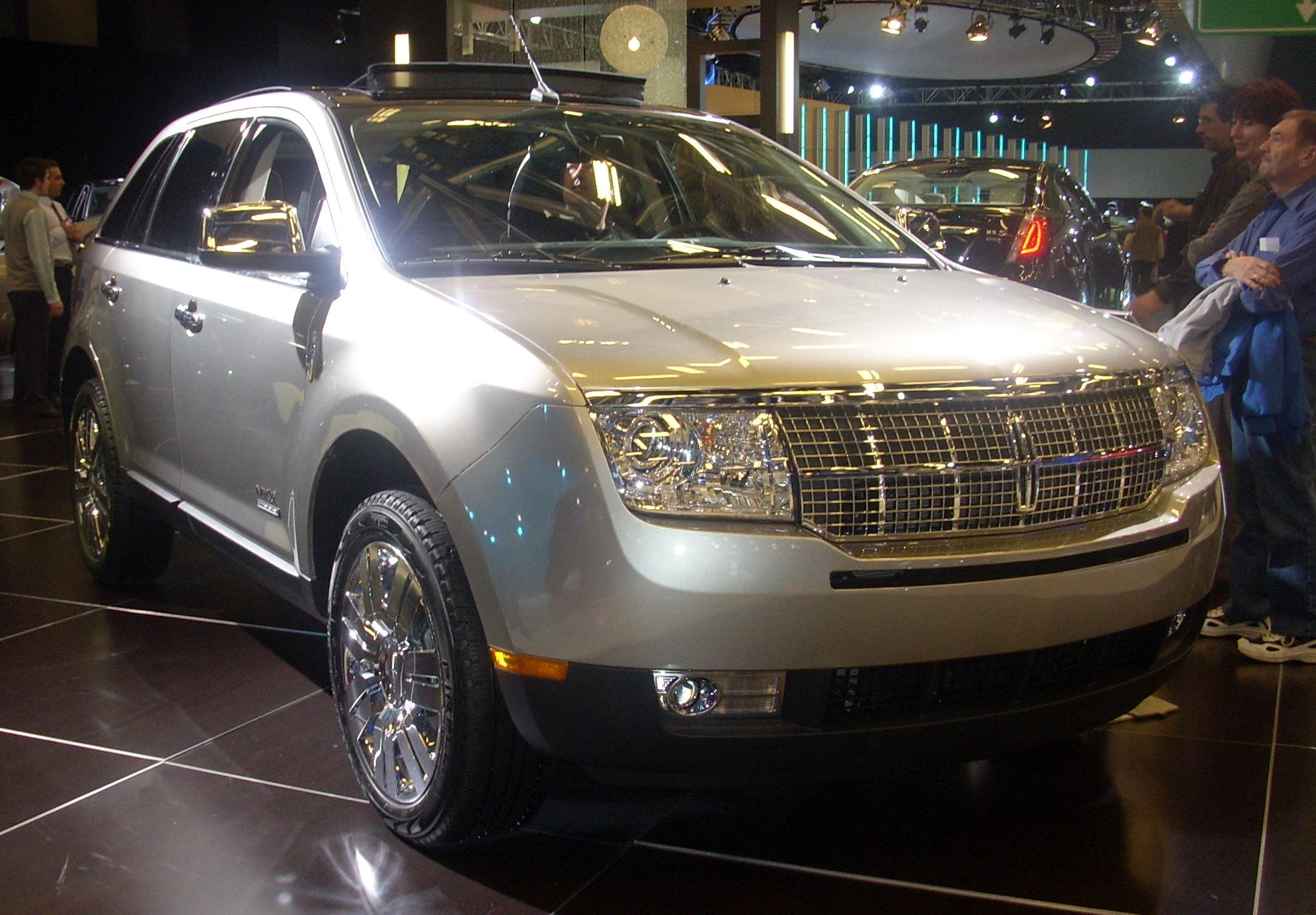
Lincoln MKX.
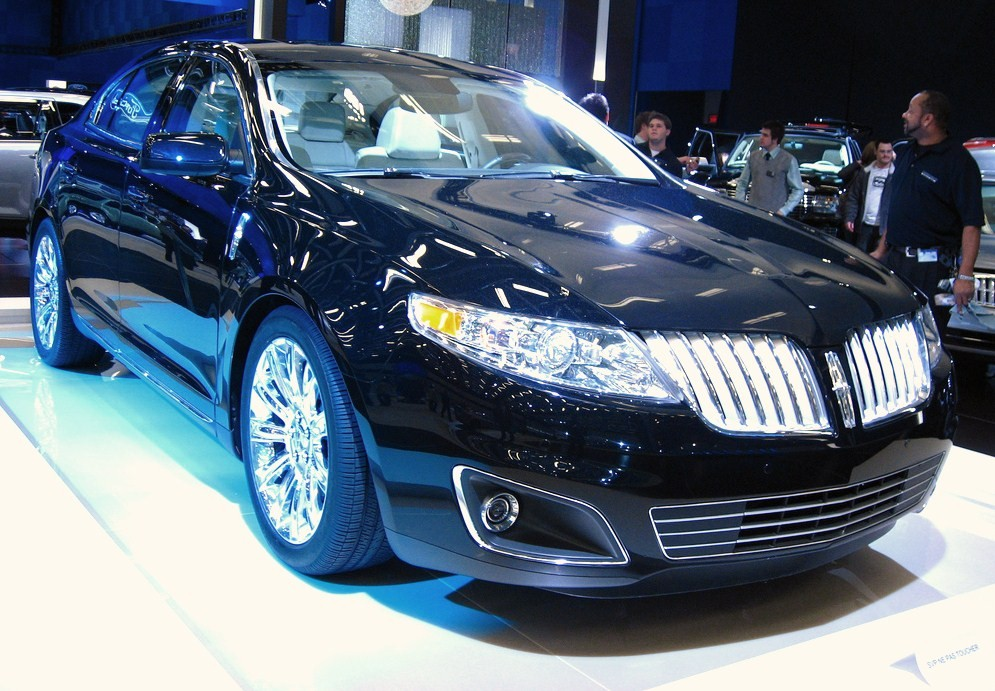
Lincoln MKS.
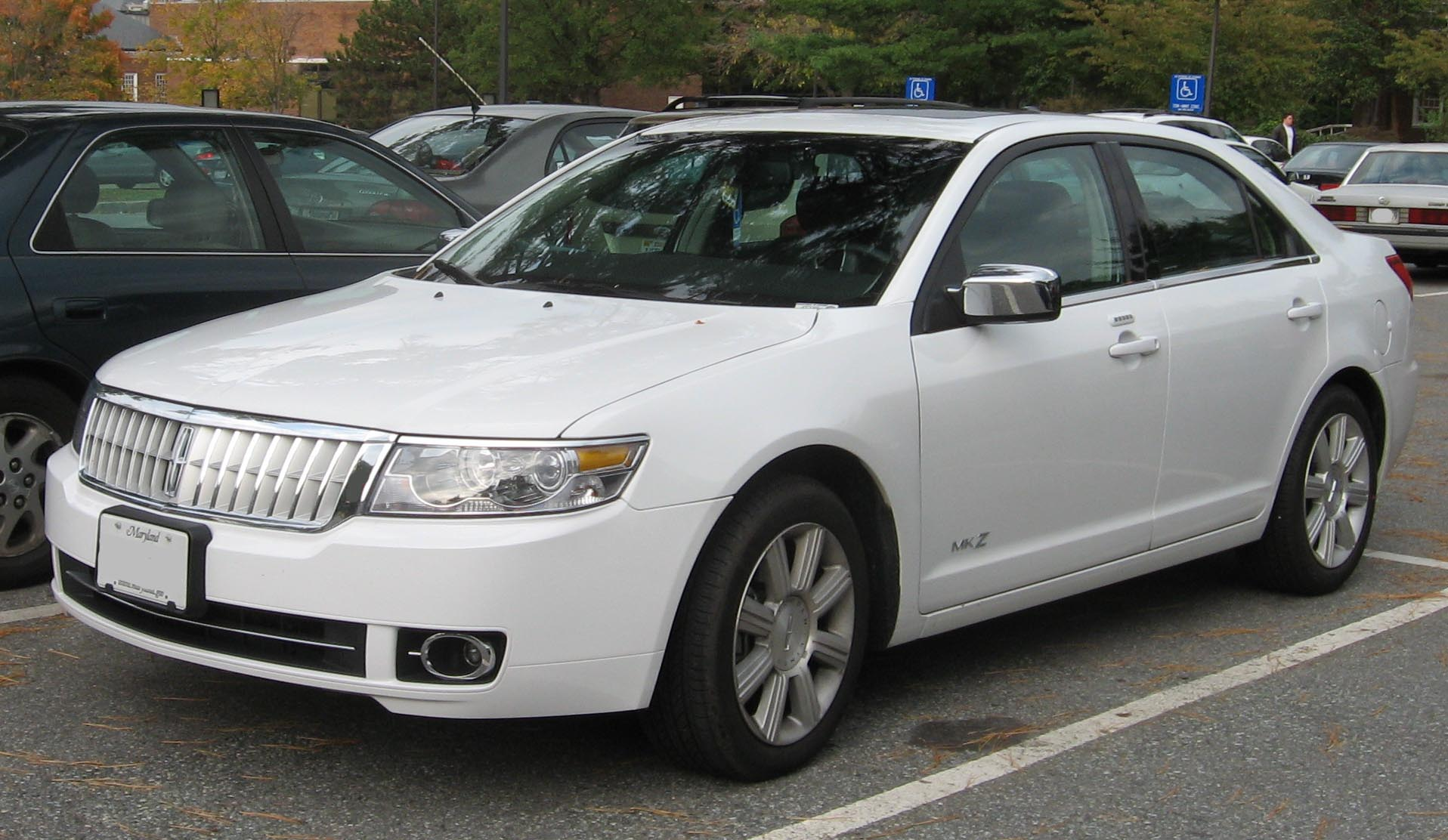
Lincoln MKZ.